# 巨波眼蝶
巨波眼蝶（學名：Ypthima praenubila），又名四目蝶、前霧瞿眼蝶、鹿野波紋蛇目蝶、飄矍眼蝶、巨型鄰眼蝶。
台灣有兩亞種，
- Ypthima praenubila kanonis (Matsumura, 1929)：北部亞種。
- Ypthima praenubila neobilia (Murayama, 1980)；中南部亞種。

## 描述
中大型眼蝶，體背黑褐，腹側淺褐。前翅邊緣弧形，後翅呈卵形。翅背面暗褐，亞外緣具暗色弧線。前翅中室外側及後翅M3、CuA1室各有一眼紋。翅腹面褐色，佈滿灰白細波紋，前翅與背面相應位置有一眼紋，後翅Rs、M3、CuA1、CuA2室內有四眼紋，三枚呈直線排列。後翅另有一條模糊白帶橫跨眼紋區。緣毛為淺褐色。

## 分佈
北部亞種見於臺灣本島低、中海拔地區。亦分佈於中國大陸南部。
中南部亞種分佈於臺灣中南部，海拔500至1500公尺的山區。

## 棲地
棲息於常綠闊葉林及中低海拔山區的原始森林，偏好森林邊緣或林道活動。一年一代，成蝶於六、七月最活躍，飛行優雅緩慢，喜吸食腐果、樹液，也會訪花或吸水。雌蝶將卵聚產於葉背，幼蟲則取食禾本科短柄草等植物葉片。